# Di Korpu Ku Alma
Di Korpu Ku Alma è il terzo album della cantante Lura pubblicato nel 2005 dall'etichetta Lusafrica. L'album è stato ripubblicato, in un secondo momento, in una versione speciale con un DVD contenente alcune esibizioni registrate dal vivo a Parigi.

## Tracce
1. Tabanka Assigo – 4:22 (testo: M. Lopes Andrade – musica: M. Lopes Andrade, J.C. Rodrigues)
2. Na Ri Na – 3:37 (O. Pantera)
3. Vazulina – 4:49 (O. Pantera)
4. Mundo E Nos – 3:57 (testo: Lura – musica: Lura, F. Andrade)
5. Es Bida – 3:49 (O. Pantera)
6. To Martins – 4:33 (Katchas)
7. Batuku – 4:35 (O. Pantera)
8. Padoce de Céu Azul – 5:46 (V. Ferreira)
9. Oh Naia – 3:49 (testo: Lura – musica: Lura, F. Andrade)
10. So Um Cartinha – 4:14 (testo: Lura – musica: Lura, F. Andrade)
11. Raboita di Rubon Manel – 4:48 (O. Pantera)
12. Tem Um Hora Pa Tude – 4:16 (testo: Lura – musica: Lura, F. Andrade)
13. Ma'n Ba Des Bes Kumida Da – 3:49 (M. Lopes Andrade)

## Musicisti
- Lura - voce
- Fernando "Nando" Andrade - pianoforte
- Joao "Kako" Alves - chitarra acustica 6 e 12 corde, chitarra elettrica
- Ademiro "Miroca" Miranda - percussioni
- Virgilio "Gil" Duarte - basso acustico
- Domingos "Totinho" Fernandes - sassofono tenore